# Berryz工房 べりつぅ!
Berryz工房 べりつぅ!（ベリーズこうぼう べりつぅ!）は、2010年4月9日から文化放送が携帯電話のモバイル文化放送にて配信していたBerryz工房の番組。毎週金曜日22:00に更新されていた。番組を聴くにはモバイル文化放送の会員になっていることが前提となる。

## 概要
- 番組時間は15分前後。
- 毎回オープニングは嗣永桃子やリスナーからのお題があり、そのお題のキャラを演じる。
- 挨拶の「べりぃーす!」はリスナー発案。
- 2009年4月10日から2010年4月2日まではPodcast QRで毎週金曜日に配信されていた。
- 2011年12月からはiOS向けアプリとしても配信されている。
- 2012年3月30日更新分をもって終了した。

## パーソナリティ
- 清水佐紀（Berryz工房）
- 徳永千奈美（同）
- 須藤茉麻（同）

## コーナー
ベリーズニュースヘッドライン
Berryz工房メンバーの近況など細かい情報を発表する。
Berryz工房のレコメン!
Berryz工房メンバーのはまっていること、リスナーに届けたいことを熱く語る。
ベリーズ名言工房
Berryz工房メンバーの今までの発言の中で名言だな、と思ったものをリスナーが投稿する。
Berryz工房のダジャレ工房
徳永千奈美を笑わせるダジャレ、テンションを上げる一言を募集、千奈美のテンションが最高潮に達した時のみスーパーボールをプレゼントする。

### 終了したコーナー
ベリーズマニアQ
Berryz工房に関するマニアックなクイズ10問に挑戦。3分間で7問正解するとご褒美がある。

## 備考
- 2009年11月6日配信版（#31）は「浜松町　グリーン・サウンドフェスタ 〜浜祭〜2009」での公開録音で、Berryz工房メンバー全員（パーソナリティでない4人がスペシャルゲストという形で）が収録に参加した。
- AMラジオでは山梨放送（水曜 21:00 - 21:30、2011年10月5日 - 2012年3月28日）、高知放送（金曜 23:30 - 24:00、2011年10月7日 - 2012年3月30日）、和歌山放送（日曜 21:30 - 22:00、2011年10月9日 - 2012年4月1日）で「Berryz工房 スッペシャルラジオ ぷりつぅ!」として「Berryz工房 嗣永桃子のぷりぷりプリンセス」と一緒に放送され、これらが受信できれば無料で楽しむことができた。